# 伯格蘭鎮區 (密歇根州)
伯格蘭鎮區（英語：Bergland Township）是位於美國密歇根州昂托納貢縣的一個行政鎮區。

## 地方資料
伯格蘭鎮區的面積為280.30平方千米，當中陸地面積為255.10平方千米，而水域面積為25.20平方千米。根據2020年美國人口普查的數據，當地共有人口438人，而人口密度為每平方千米1.56人。